# Kirkintilloch
Kirkintilloch (gael. Cathair Cheann Tulaich) − miasto w Szkocji, ośrodek administracyjny hrabstwa East Dunbartonshire. Ok. 20 tysięcy mieszkańców.